# Eulimnichus improcerus
Eulimnichus improcerus är en skalbaggsart som beskrevs av Wooldridge 1979. Eulimnichus improcerus ingår i släktet Eulimnichus och familjen lerstrandbaggar. Inga underarter finns listade i Catalogue of Life.